# Ekeren (przystanek kolejowy)
Ekeren (ned: Station Ekeren) – przystanek kolejowy w Antwerpii, w dzielnicy Ekeren, w prowincji Antwerpia, w Belgii. Znajduje się na linii Antwerpia – Rotterdam.

## Linie kolejowe
- Linia 12 Antwerpia – Lage Zwaluwe

## Połączenia
W tygodniu
| Typ pociągu | Trasa                             | Harmonogram |  |
| IC 22       | Bruxelles-Midi – Antwerpia- Essen | 1x/u        |  |
| L           | Puurs – Antwerpia – Roosendaal    | 1x/u        |  |

Weekendowe
| Typ pociągu | Trasa                            | Harmonogram |
| ----------- | -------------------------------- | ----------- |
| L           | Lokeren – Antwerpia – Roosendaal | 1x per uur  |